# Lacida
Die Lacida (auch: LCD) war eine Rotor-Schlüsselmaschine, die zwischen 1932 und 1935 von Kryptographen des polnischen Biuro Szyfrów (BS) (deutsch: „Chiffrenbüro“) entwickelt wurde, von der Warschauer Firma AVA hergestellt wurde und für den Einsatz in der polnischen Armee konzipiert war. Der Name Lacida war als Akronym aus den Anfangsbuchstaben der Nachnamen ihrer Erfinder Gwido Langer („La“), Maksymilian Ciężki („Ci“) und Leonard Stanisław Danilewicz beziehungsweise seines Bruders Ludomir  Danilewicz („Da“) gebildet worden. Von der Lacida ist nicht ein einziges erhaltenes Exemplar bekannt.

## Konstruktion
Die Konstruktion der Lacida basierte auf der damals kommerziell erhältlichen Reiseschreibmaschine der US-amerikanischen Firma Remington, die als Eingabe- und Ausgabeeinheit verwendet wurde. Die Schreibmaschine war auf einem großen Aluminiumkasten montiert, in dem sich eine Reihe von Relais befanden, mit deren Hilfe die Typenhebel der Schreibmaschine elektromechanisch betätigt werden konnten. Das aus kryptographischer Sicht wichtigste Element war unmittelbar davor angebracht. Dabei handelte es sich um die Kaseta szyfrujaca (deutsch: „Verschlüsselungskassette“), also diejenige Einheit, die für die eigentliche Funktion der Maschine, nämlich die Verschlüsselung beziehungsweise die Entschlüsselung zuständig war. Innerhalb des Schlüsselkastens waren insgesamt acht Chiffrierwalzen nebeneinander angeordnet, ähnlich wie man es auch von anderen Rotor-Chiffriermaschinen kennt. Die Kontaktstellen waren kreisförmig um die zentrale Achse herum auf beiden Seiten der Walzen angeordnet und jeweils ein auf der linken Seite und ein auf der rechten Seite liegender Kontakt waren durch einen isolierten Draht im Inneren einer Walze paarweise und unregelmäßig miteinander verbunden.
Die beiden äußeren Walzen, die Eintritts- beziehungsweise die Austrittswalze, also die erste und die achte Walze waren fest montiert und konnten sich nicht drehen. Die anderen (inneren) Walzen hingegen waren drehbar, wobei (von links betrachtet) die zweite, vierte und sechste Walze während des Betriebs der Maschine automatisch fortgeschaltet wurde und sie sich also bei jedem Tastendruck weiterdrehten. Die dritte, fünfte und siebente Walze konnte nur von Hand eingestellt werden und rotierte nicht selbst. Bei der Verschlüsselung floss der Strom von links, sozusagen der „Klartextseite“, nach rechts, zur „Geheimtextseite“, durch den Walzensatz, bei der Entschlüsselung hingegen in umgekehrter Richtung von rechts nach links.
Eine Besonderheit der Lacida war die Kontaktanzahl ihrer Walzen. Die Schlüsselwalzen anderer Rotor-Maschinen weisen zumeist genau 26 Kontakte auf, entsprechend den 26 Großbuchstaben des lateinischen Alphabets. Die Kontaktanzahl der Lacida hingegen war ungewöhnlich und betrug 24, 31 oder 35 Kontakte. Die ersten beiden Walzen hatten 24 Kontakte, die dritte Walze ebenfalls 24 Kontakte, aber nur auf ihrer linken Seite. Auf der rechten Seite hatte sie 31 Kontakte. Die vierte Walze wies 31 Kontakte auf beiden Seiten auf, während die fünfte 31 Kontakte auf der linken, aber 35 Kontakte auf der rechten Seite hatte. Die restlichen Walzen hatten auf beiden Seiten 35 Kontakte.
Entsprechend konnte bei der Verschlüsselung nicht das komplette Alphabet genutzt werden, sondern nur die bekannten 26 Buchstaben mit Ausnahme von zwei im Polnischen selten benutzten Buchstaben, man vermutet Q und V. Diese Einschränkung wurde konstruktiv sichergestellt, indem im Verschlüsselungsbetrieb der Maschine eine mechanische Blende über die Schreibmaschinentastatur geschoben wurde, die alle Zifferntasten sowie die genannten beiden Buchstaben abdeckte.
Im Entschlüsselungsbetrieb hingegen schob sich diese Blende zurück. Jetzt konnten alle 26 Buchstaben und auch die neun Ziffern von 1 bis 9 eingegeben werden. Die Lacida hatte keine spezielle Taste für die Ziffer Null. Stattdessen wurde einfach der nahezu gleich aussehende Buchstabe „O“ benutzt. Insgesamt standen somit für den Geheimtext 35 Zeichen zur Verfügung (26 Buchstaben und 9 Ziffern) und für den Klartext nur 24 Zeichen.
Wie bei anderen Rotor-Maschinen wurden die rotierenden Walzen bei der Lacida ähnlich wie bei einem mechanischen Kilometerzähler fortgeschaltet. Das heißt, mit jedem einzelnen Tastendruck drehte sich die rechte rotierende Walze (Walze Nr. 6) um einen Schritt weiter. Hatte sie einen Umlauf vollendet, also nach 35 Schritten, dann machte die mittlere rotierende Walze (Walze Nr. 4) einen Schritt. Hatte auch sie einen Umlauf vollendet, also hier nach 31 Schritten, dann machte schließlich die linke rotierende Walze (Walze Nr. 2) einen Schritt. Das heißt, die Periodenlänge der Lacida betrug 24·31·35 = 26.040 Zeichen.
Die Maschine wog etwa 40 kg und wurde mithilfe zweier Batterien von jeweils 4,5 Volt betrieben.

## Geschichte
Die Lacida wurde etwa zwischen 1932 und 1935 entwickelt. Das genaue Datum ist nicht bekannt. Es gibt leicht widersprüchliche Angaben. Vermutlich wurden mindestens 40 Exemplare durch die Warschauer Firma AVA gebaut, möglicherweise 125 Stück. Die meisten Maschinen wurden, wie fast das komplette Inventar des Biuro Szyfrów, kurz nach dem deutschen Überfall auf ihr Land im September 1939 durch die polnischen Kryptologen zerstört, um sie dem deutschen Zugriff zu entziehen. Nur wenige Exemplare gelangten nach London und Paris. Die Polen, die über Rumänien in Frankreich Asyl gefunden hatten, benutzen die Lacida von dort zur geheimen Kommunikation mit der polnischen Exilregierung in London. Im Sommer 1941 erhielten die beiden Spezialisten des BS, Marian Rejewski und Henryk Zygalski, den Auftrag, die Sicherheit der eigenen Maschine zu überprüfen. Man gab ihnen dazu einige mit der Lacida verschlüsselte Funksprüche. Zum Erschrecken der Verantwortlichen brauchten die beiden erfahrenen Codeknacker keine zwei Stunden, um die Sprüche zu brechen. Daraufhin wurde der weitere Einsatz der Lacida sofort verboten und nach kryptographischen Verbesserungen gesucht. Ob und wie dies geschah, ist nicht bekannt. Die Einzelheiten und die weitere Geschichte der Lacida verlieren sich in den Kriegswirren der folgenden Jahre.